# المثقف الصغير (مجلة)
مجلة المثقف الصغير هي مجلة يمنية تصدر نصف شهرياً كل يوم خميس. صدر العدد الأول منها في سبتمبر 2001. مقدمة العدد موقعة باسم «المثقف الصغير». المجلة مطبوعة على ورق صحافة، وأغلب صفحاتها بالأبيض والأسود.
تعتمد المجلة على قصص الكرتون، يبلغ عدد الصفحات 16 صفحة من بين 36 صفحة. نشت المجلة في العدد 58 الصادر في 13 سبتمبر، 2003م قصة علاء الدين مرسومة من الرسام عارف في 6 صفحات. وفي العدد نفسه بمناسبة شهر رمضان نشرت قصص عن حوت يونس وإستربس عن غزوة الأحزاب. تعتمد المجلة على مساهمات القراء في باب حديثة المثقف الصغير، وهناك تسالٍ ومعلومات عن الحيوانات. تنشر المجلة صور القراء على أكثرم ن صفحة، وهناك مسابقة ذات جوائز مالية، كما تنشر إعلانات بشكل مشابه لكونها ملحقاً، هناك إشارة إلى بعض مواد العدد من قصص ومسابقات على الغلاف الخارجي. لا تعتمد المجلة على ترجمة أي مواد، وجميع المادة المنشورة من طاقم عمل المجلة. عنوان المجلة: ص. ب 6604 تعز.

## الأبواب
- طبيبنا
- الفنان الصغير
- ابتسامات
- تسالي
- رياضة
- حديقة المثقف الصغير
- فكر وارسم
- عالم الحيوان

## طاقم العمل
- رئيس مجلس الإدارة: محمد عبد الرحمن المجاهد
- رئيس التحرير: سمير رشاد اليوسفي
- مدير التحرير: عبد الله حسن ناجي
- سكرتير التحرير: خالد عبد العزيز رواح
- المخرج الفني: أسامة عبد الله طميم

### الكُتَّاب
- عبد الله الحمزي
- رمز الموشكي
- طلال الأغبري
- افتتان ممتاز
- مؤنس عثمان
- عبد الرحمن نواس

### الرسامون
- عبد الله الحمزي
- رمز الموشكي
- مؤنس عثمان
- سماح طلال الأغبري